# Roman Malatinec
Roman Malatinec (* 22. července 1981) je slovenský politik, od roku 2023 poslanec NR SR, v letech 2023 až 2025 za HLAS-SD, od února 2025 za NK/NEKA.  

## Život a kariéra
Od listopadu 2018 do března 2025 byl vicežupanem Banskobystrického kraje pro kulturu. V parlamentních volbách v roce 2020 kandidoval na 147. místě kandidátní listiny SMERu-SD, ale nebyl zvolen.
V parlamentních volbách v roce 2023 kandidoval na 22. místě kandidátní listiny HLASu-SD na funkci poslance Národní rady SR. Získal 3 951 preferenčních hlasů a byl zvolen poslancem. Stal se členem výboru pro kulturu a média, výboru pro veřejnou správou a regionální rozvoj a mandátového a imunitního výboru. V září 2024 odmítl hlasovat pro odvolání předsedy Progresivního Slovenska Michala Šimečky z funkce místopředsedy národní rady. V listopadu 2024 kritizoval kroky slovenské ministryně kultury Martiny Šimkovičové. Do ledna 2025 působil jako krajský předseda HLASu-SD v Banskobystrickém kraji. V únoru 2025 oznámil, že z HLASu-SD vystupuje a stává se členem strany NK/NEKA vedené Rudolfem Huliakem.
V roce 2023 žil v obci Korytárky.